# First Boston
The First Boston Corporation fue un banco de inversión estadounidense fundado en 1932 en la ciudad de Boston. En 1990 fue adquirido por Crédit Suisse. 

## Historia

### Fundación
El banco First Boston fue creado en 1932 como banca de inversión del grupo First National Bank de Boston, gracias a la Ley Glass-Steagall, que buscaba la separación entre bancos comerciales y bancos de inversión para superar el crack del 29. En 1970, el banco reunía más de $10.000 millones de dólares en capital y en 1971 era la primera empresa de la Bolsa de Nueva York. En 1978, First Boston empezó a trabajar en Londres junto a Crédit Suisse y se convirtió en una de las empresas mejor valoradas del parqué.

### Relación con Crédit Suisse

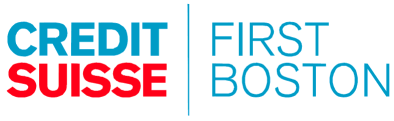
Logo de Crédit Suisse-First Boston utilizado desde 1996 a 2006

La relación de Crédit Suisse con First Boston empezó en 1978, cuando White, Weld & Co. fue adquirida por Merrill Lynch.  Como resultado, White, Weld & Co. cayó fuera de su estrategia de inversión centrada ahora en Londres.  First Boston creó la Financiére Crédit Suisse-First Boston, una empresa de inversión al 50%. El banco Crédit Suisse se fusionó posteriormente con Union Bank of Switzerland para formar UBS AG.
Crédit Suisse adquirió una participación del 44% en First Boston en 1988.  En 1989, los llamados bonos basura provocaron el colapso del mercado y First Boston fue incapaz de redimir a centenares de inversores atrapados en los bonos. Crédit Suisse adquirió una participación de control en 1990, a pesar de que tal arreglo era ilegal bajo la llamada Glass Steagall Act de la Reserva Federal, el regulador de EE. UU.
En 1996, Crédit Suisse adquirió la participación restante del banco First Boston, haciendo una marca global. A finales de los años 1990, CSFB adquirió la división de riesgo de Barclays, Barclays Zoete Wedd ("BZW"). Al mismo tiempo, CSFB se convertía en un banco global, con intereses en las nuevas empresas de internet como Amazon.com , Cisco Systems o Netscape. CSFB también hizo tratos importantes con Apple, Compaq y Sun Microsystems entre otros. En 2000, en pleno boom de las punto.com, sus inversiones en tecnología le generaron $1.400 millones de dólares en ingresos para CSFB.  El presidente de CSFB , Frank Quattrone, obtuvo una bonificaciones de $200 millones de dólares entre 1998 y 2000.
En 2000, Crédit Suisse First Boston gastó $13.000 millones de dólares en la compra de Donaldson, Lufkin & Jenrette. Tras el desplome de las empresas de tecnología en 2001, Crédit Suisse reemplazó a Allen Trigo, CEO de CSFB, por John Mack, procedente de Morgan Stanley. Mack abrió expediente de regulación y despidió a 10.000 empleados. Unos meses después, también en 2001, las Autoridades de EE. UU. y el Departamento de Justicia empezaron investigar por qué CSFB había destinado IPOs a compañías de tecnología. La investigación concluyó en 2004 con la condena de Franco Quattrone, que fue encontrado culpable de instar a sus empleados a destruir documentos después de que se hiciera pública la apertura de la investigación, aunque en 2006 la Corte de apelación sobreseyó la causa.

### Última etapa
En septiembre de 2004, el nuevo equipo encabezado por Brady Dougan reorienta la compañía y dirige sus inversiones hacia el continente asiático. Cuatro meses después, Crédit Suisse se reestructura por completo y pone fin a la marca First Boston. El anuncio lo hace Oswald Grübel, consejero delegado del segundo banco suizo.
Crédit Suisse retiró el nombre de First Boston el 16 de enero de 2006 para dejar solo Crédit Suisse.  Su estrategia era compatible con la política de otros conglomerados financieros internacionales, como Citigroup, que había eliminado el nombre de Salomon Brothers o UBS AG, que había hecho igual con el SG Warburg. Deutsche Bank ha retirado también Bankers Trust y Morgan Grenfell.
Su último responsable, Brady Dougan, pasó a dirigir en mayo de 2007 el banco Crédit Suisse con el cargo de consejero delegado. Dougan fue el director ejecutivo de un banco de inversión más joven de Wall Street en 2004, el CBFB, y sustituía al anterior consejero delegado del grupo, el alemán Oswald Grübeltiene. El presidente del Consejo de Administración del banco era Walter Kielholz.